# Arthur Vierendeel

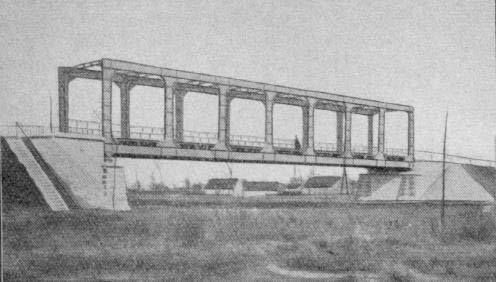
Croquis d'époque du pont d'Avelgem : les goussets rigidifiant les nœuds du treillis sont bien visibles.

Arthur Vierendeel, né le 10 avril 1852 à Louvain et mort le 8 novembre 1940  à Uccle, est un ingénieur en génie civil et professeur d'université belge.

## Biographie
Arthur Vierendeel obtient une maîtrise en ingénierie en 1874 à l'Université catholique de Louvain. Son mémoire intitulé Cours de stabilité des constructions (1889) a fait référence durant plus de 50 ans.
Son premier pont, le pont du Waterhoek, a été construit à Avelgem en 1902 sur l'Escaut. La construction de ce pont devint célèbre grâce au roman de Stijn Streuvels De Teloorgang van de Waterhoek.
Durant les Première et Seconde Guerres mondiales, beaucoup de ponts Vierendeel ont été détruits, quelques-uns ont réchappés à la destruction et d'autres ont été reconstruits.
Le principe des structures dites Vierendeel a été appliqué à New York pour le World Trade Center, une construction similaire aux treillis mais avec des barres soudées.

## Publications
- Arthur Vierendeel, L'architecture métallique au XIXe siècle et l'exposition de 1889, à Paris, Bruxelles, Librairie scientifique, industrielle et agricole E. Ramlot, 1890, 99 p. (lire en ligne)
- Arthur Vierendeel, La construction architecturale en fonte, fer et acier, Louvain, Uystpruyst, 1902, 879 p. (lire en ligne)
- Stabilité des Constructions (8 vol.), éd. A. Uystpruyst, Louvain et Paris . 1901-1920
- Esquisse d'une histoire de la technique (2 vol.), éd. Vromant et Cie, 1921